# Ленская улица (Казань)
Улица Ленская — улица в Московском районе города Казани. Названа в честь реки Лены.

## Расположение
Улица Ленская пролегает с востока на запад от Проспекта Хусаина Ямашева до пересечения с улицами 2-я Юго-Западная и Большая Крыловка (граница с Кировским районом Казани). Протяженность улицы 618 метров.
В настоящий момент улица Ленская значительно реконструирована (с двухполосной разбитой внутриквартальной дороги улица преобразилась в четырёх полосную магистральную автодорогу) и является неотъемлемой частью «Большого Казанского кольца». В результате строительства двухуровневой транспортной развязки Декабристов — Ямашева — Ленская, улица Ленская стала соединять между собой Проспект Хусаина Ямашева с улицами Большая Крыловка и 2-я Юго-Западная. С декабря 2010 года улица Ленская стала соединять по кратчайшему пути три района города Казани: Ново-Савиновский, Московский и Кировский.
К лету 2013 года была соединена улица Ленская с проспектом Серова.

## Общественный транспорт
С 1 ноября 2011 года по улице Ленская курсировали трамваи 14 и 13 маршрутов. В 2012 году вместо трамваев 14 и 13 маршрута, начали курсировать трамваи 5 и 6 маршрута; в 2022 году к нему добавился № 7.

## Противодействие строительству
В ходе подготовки территории для строительства развязки, сотрудниками МУП «Горводзеленхоз» на улице Ленская были вырублены десятки деревьев и кустарников различных пород. Местные жители пытались защитить деревья от вырубки, создавая пикеты и блокируя технику, однако все их действия были безрезультатными.
Позже, в ходе строительных работ, местные жители неоднократно устраивали пикеты в протест ведения строительных работ и прокладки проезжей части вблизи от жилых домов (до 2009 года движение по данной улице практически не осуществлялось). Так же своё недовольство высказывали экологи, которые недовольны массовой вырубкой деревьев.

## Интересные факты
Жилой дом № 10 по улице Ленская был построен в конце 1990-х годов. При этом половина его подъездов была территориально расположена в Кировском районе, а другая половина — в Московском районе. В настоящий момент данный казус устранён путём частичного изменения границы районов в пользу Московского района Казани.

## Галерея

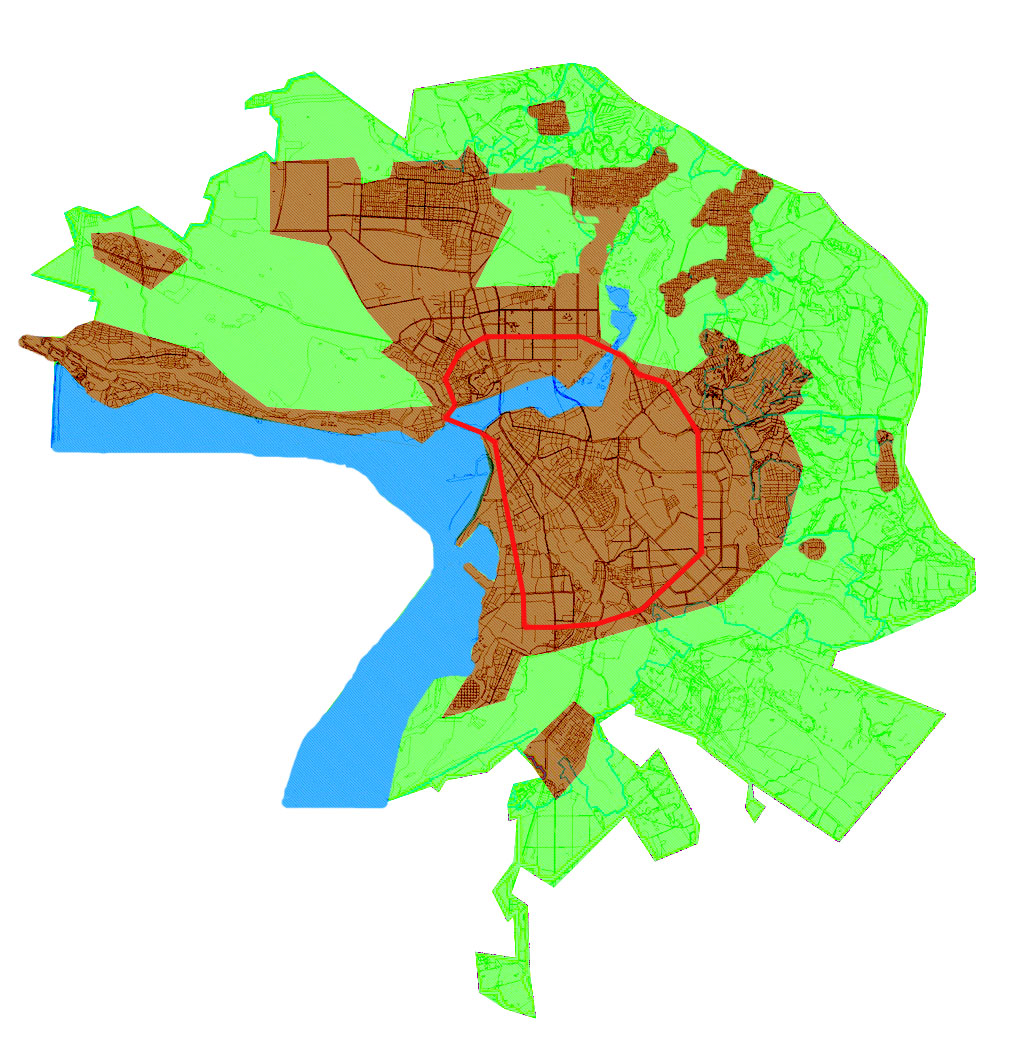
Большое Казанское кольцо
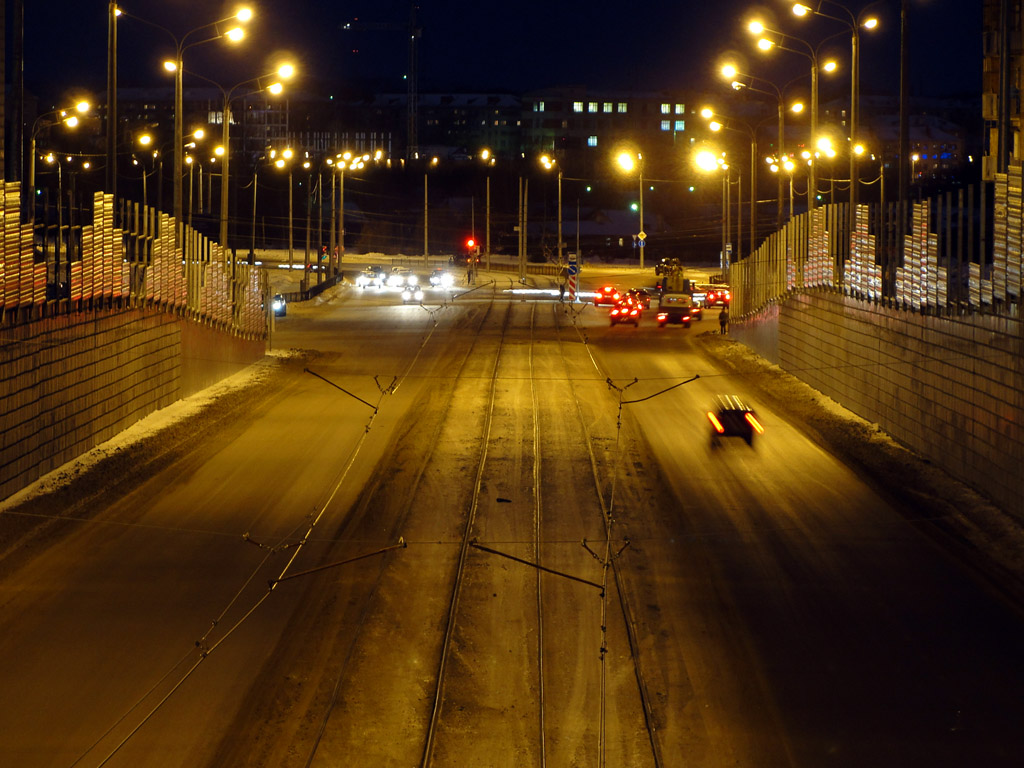
Вид с развязки с улицей Декабристов
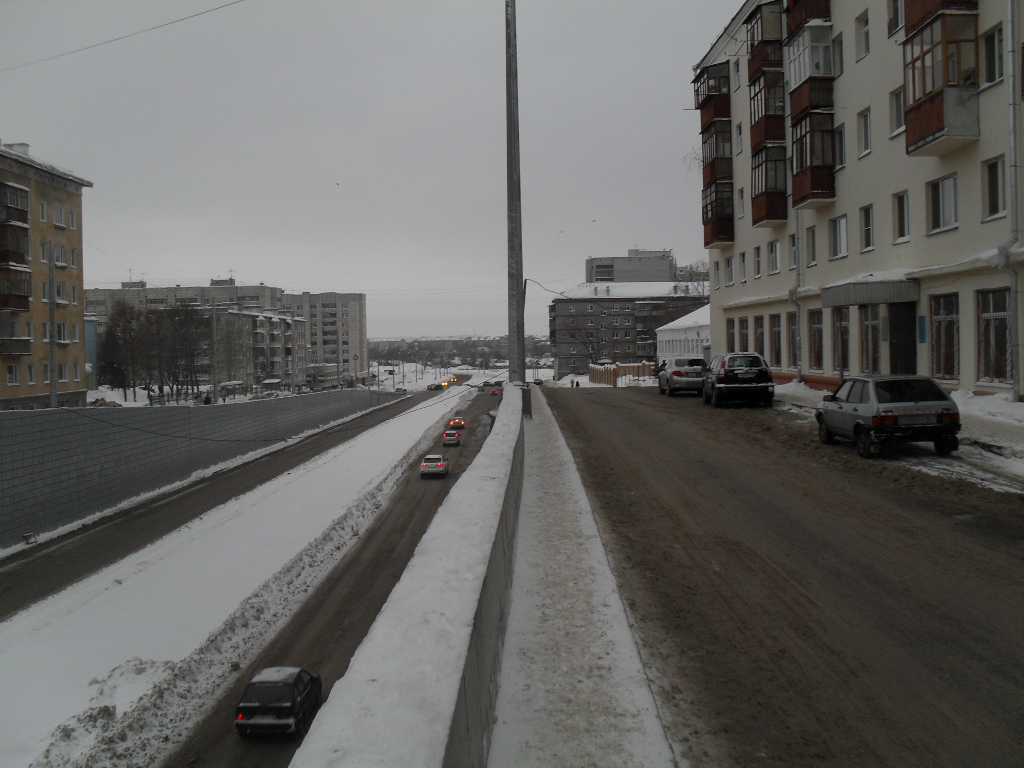
Улица Ленская (магистральный и верхний уровень)
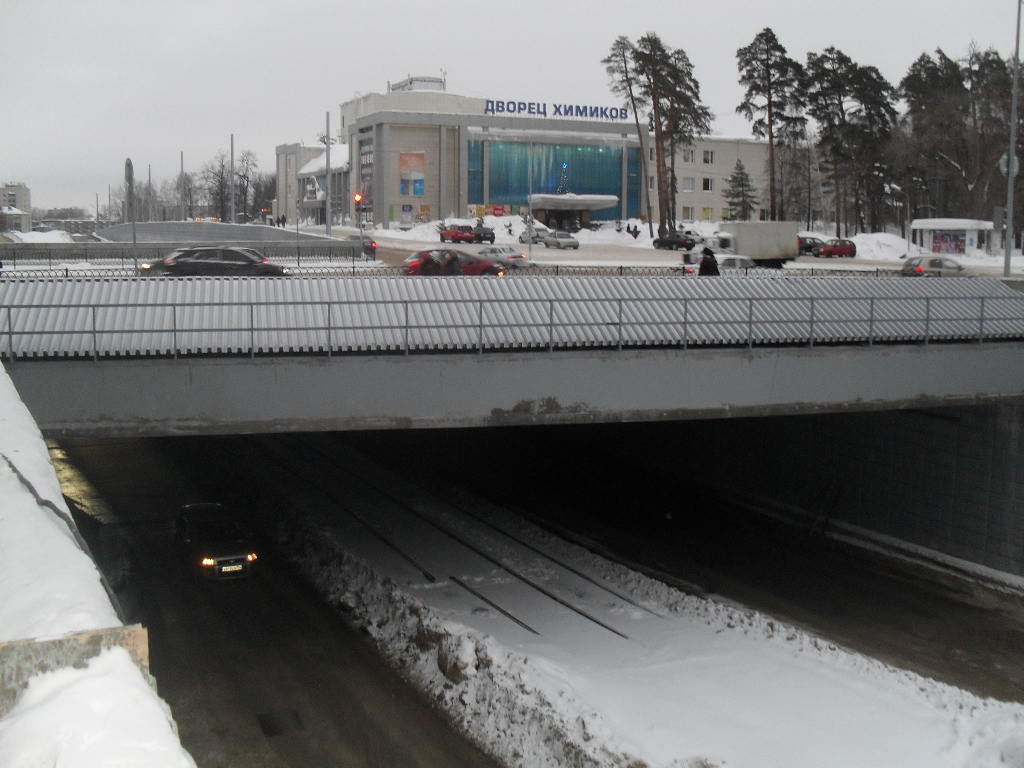
Развязка улиц Декабристов-Ямашева-Ленская, начало улицы Ленская

## Примечательные объекты
- № 4 — жилой дом хозотдела МВД ТАССР.[11]
- № 5 — жилой дом мостоотряда № 3.[12]

## Известные жители
В доме № 10 (по нумерации 1960-х годов) проживал заслуженный тренер РСФСР Юлий (Дьюла) Вашш.

## Видео
- Проезд по улице Ленская в сторону просп. Ямашева под улицей Декабристов